# تسوداخار

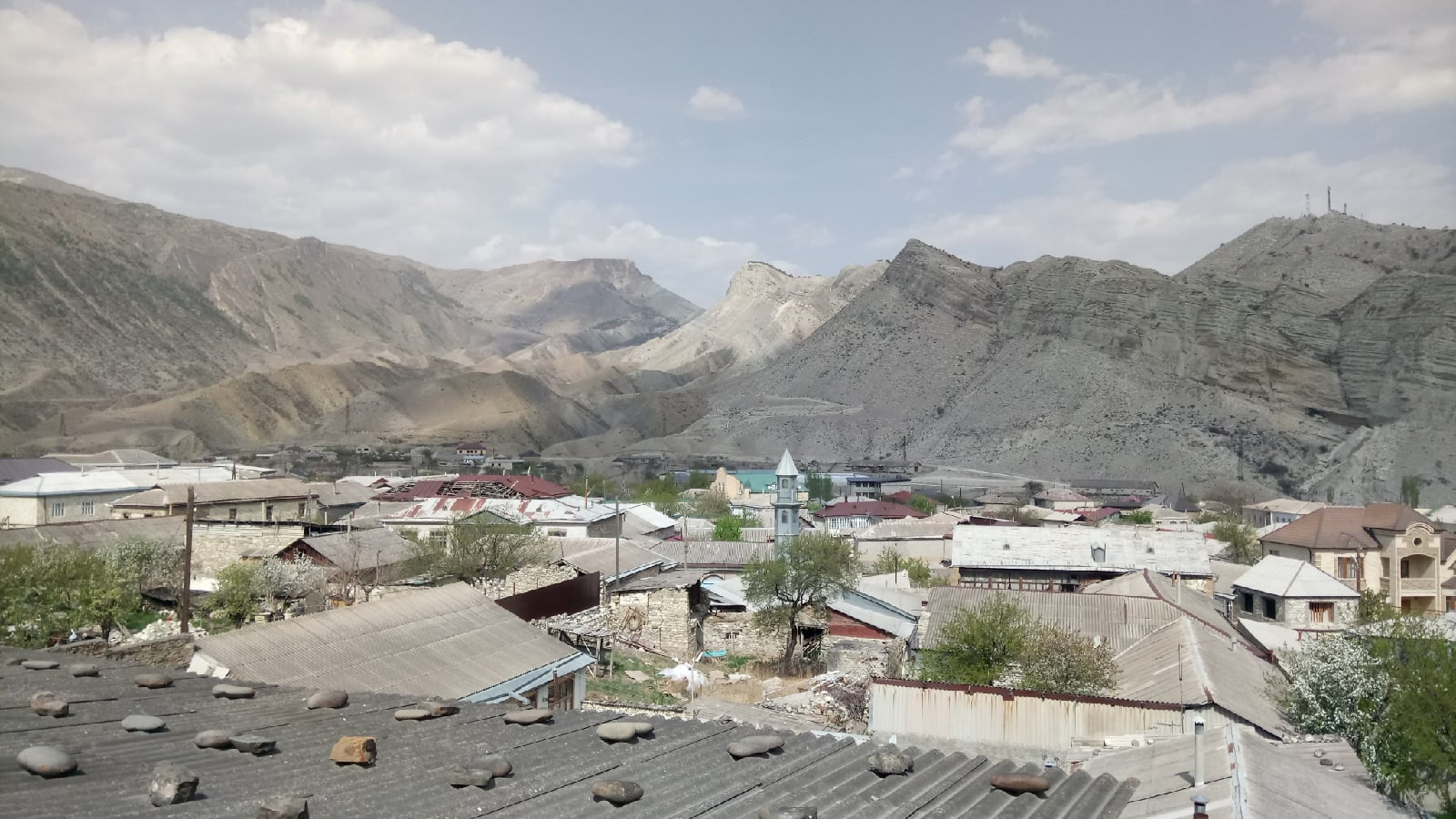
منطقه تسوخاردار - روسیه

تسوداخار (به لاتین: Tsudakhar) یک منطقهٔ مسکونی در روسیه است که در شهرستان لواشینسکی واقع شده‌است.